# Пояс Слави (Одеса)

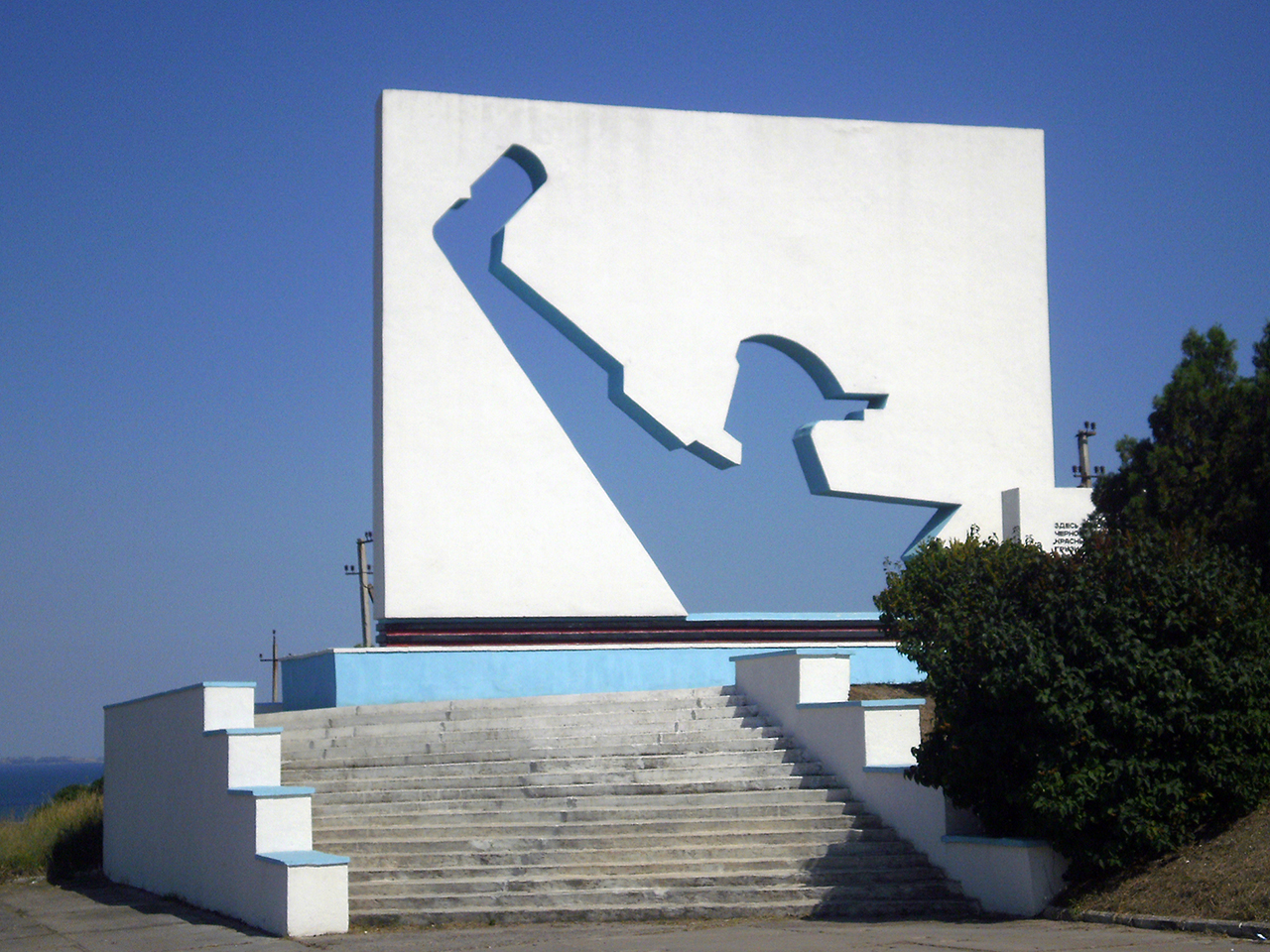
Пам'ятник Григорівському десанту, встановлений в селі Григорівка Комінтернівського району

Пояс Слави — ланцюг монументів, зведених у 1964–1967 роках на колишніх рубежах героїчної оборони Одеси.

## Монументи, що входять до поясу
Пояс включає 12 монументів, які встановлені в наступних місцях:
1. М28, село Григорівка (46°35′52.1″ пн. ш. 31°00′05.9″ сх. д. / 46.597806° пн. ш. 31.001639° сх. д.),
2. М28, селище Чорноморське (46°35′31.8″ пн. ш. 30°57′51.9″ сх. д. / 46.592167° пн. ш. 30.964417° сх. д.)[1],
3. М28, село Нова Дофінівка (46°34′39.7″ пн. ш. 30°54′52.5″ сх. д. / 46.577694° пн. ш. 30.914583° сх. д.),
4. Село Олександрівка (46°36′33.1″ пн. ш. 30°52′11.9″ сх. д. / 46.609194° пн. ш. 30.869972° сх. д.),
5. М14 (E58), в районі заводу «Центроліт» — Курган Слави, штучний пагорб, увінчаний обеліском (архітектори М. Н. Бейер, Г. А. Дрікер, А. А. Межібовський, В. Л. Фельдштейн, скульптор Олексій Копйов; 46°37′38.4″ пн. ш. 30°50′05.1″ сх. д. / 46.627333° пн. ш. 30.834750° сх. д.),
6. 21-й км шосе Одеса–Балта Р71, біля с. Августівка (46°38′02.1″ пн. ш. 30°40′44.4″ сх. д. / 46.633917° пн. ш. 30.679000° сх. д.),
7. Комплекс біля Музею партизанської слави в селі Нерубайське. До комплексу відносяться будинок музею, обеліск і скульптурна група Люди-Камні (архітектор В. Ф. Голод і В. І. Мироненко, скульптори М. І. Нарузецький і К. Л. Литвак; 46°32′14.5″ пн. ш. 30°37′37.7″ сх. д. / 46.537361° пн. ш. 30.627139° сх. д.),
8. 21-й км шосе М05 (E95), біля сіл Гніляково та Холодна Балка (46°35′49.8″ пн. ш. 30°33′40.5″ сх. д. / 46.597167° пн. ш. 30.561250° сх. д.),
9. Біля станції Дачна (46°35′00.5″ пн. ш. 30°32′25.1″ сх. д. / 46.583472° пн. ш. 30.540306° сх. д.),
10. М16 (E58), східна околиця села Великий Дальник (46°29′40.4″ пн. ш. 30°33′22.4″ сх. д. / 46.494556° пн. ш. 30.556222° сх. д.),
11. М15 (E87), південно-західна околиця села Великий Дальник (46°28′16.8″ пн. ш. 30°32′13.6″ сх. д. / 46.471333° пн. ш. 30.537111° сх. д.),
12. Н04, біля села Прилиманське (46°25′34.7″ пн. ш. 30°36′20.6″ сх. д. / 46.426306° пн. ш. 30.605722° сх. д.).

## Заходи
Вже багато років на початку квітня по маршруту Поясу Слави проводяться туристичний піший перехід «100 кілометрів за 24 години по Поясу Слави» (з 1974 р.) і велоралі «100 кілометрів за 10 годин по Поясу Слави» (з 1983 р.). Існує залік за сумою двох дистанцій протягом доби — «Залізна людина». Заходи приурочені до 10 квітня — дня визволення Одеси від фашистських загарбників.